# Haploeax burgeoni
Haploeax burgeoni är en skalbaggsart som beskrevs av Stefan von Breuning 1935. Haploeax burgeoni ingår i släktet Haploeax och familjen långhorningar. Inga underarter finns listade i Catalogue of Life.